# Stobno (województwo dolnośląskie)
Stobno (niem. Stuben) – wieś w Polsce położona w województwie dolnośląskim, w powiecie wołowskim, w gminie Wołów, nad Mojęcicką Strugą, dopływem Jezierzycy.
| SIMC    | Nazwa     | Rodzaj     |
| ------- | --------- | ---------- |
| 0883494 | Biskupice | przysiółek |

W latach 1975–1998 miejscowość położona była w województwie wrocławskim.

## Historia
Pierwsza pisana wzmianka źródłowa o Stobnie pojawiła się w 1259 r. Jest to akt lokacji Stobna na prawie niemieckim wystawiony przez księcia Konrada I Głogowskiego. Miejscowość w tym czasie należała do piastowskiego księstwa głogowskiego. Z 1292 r. pochodzi wzmianka o tutejszej parafii i proboszczu. Istniała wtedy świątynia, prawdopodobnie drewniana. W XV w. przystąpiono do budowy obiektu murowanego w stylu gotyckim. W XVIII w. kościół św. Mikołaja został przebudowany w duchu barokowym, szczególnie wnętrze, które uzyskało stylowe ołtarze (strop kasetonowy pochodzi z około połowy XVII w.). Do momentu sekularyzacji dóbr kościelnych w 1810 r., Stobno należało do posiadłości biskupa wrocławskiego.

## Przynależność państwowa
Przez wieki zmieniała się także przynależność państwowa. Około 990 r. miejscowość, podobnie jak ziemie Dolnego Śląska znalazła się w orbicie wpływów państwa Piastów. W XIV w. weszła w skład Królestwa Czech, w 1526 r. – Habsburgów, a od 1742 r. znajdowała się w państwie pruskim. W czasie II wojny światowej zniszczeniu uległo kilka zabytkowych dworków i plebania. W 1945 r. Stobno znalazło się w granicach Polski. Przesiedlono tutaj ludność polską, głównie z utraconych przez Polskę kresów wschodnich.

## Parafia rzymskokatolicka
Obecnie, podobnie jak przez wielki, Stobno jest siedzibą parafii św. Mikołaja i Wniebowzięcia Najświętszej Marii Panny, w granicach której znajdują się jeszcze miejscowości: Biskupice (część administracyjna Stobna), Grodzanów, Kąty, Mojęcice, Pogalewo Małe i Pogalewo Wielkie.

## Zabytki
Do wojewódzkiego rejestru zabytków wpisany jest:
- kościół parafialny pw. św. Mikołaja, z przełomu XV/XVI w., 1660 r.